# Carlos Echeverría
Pour les articles homonymes, voir Carlos Echevarria et Echeverria.
Echeverría  Zudaire est un nom espagnol. Le premier nom de famille, en général paternel, est Echeverría ; le second, en général maternel, souvent omis, est Zudaire.
Carlos Echeverría Zudaire, né le 4 novembre 1940 à Aramendía en Navarre, est un coureur cycliste professionnel espagnol.

## Palmarès
- 1960
  - 2e de la Prueba Alsasua
- 1962
  - Classement général du Tour de La Rioja
- 1963
  - 5e étape de la Semaine catalane
  - Tour de La Rioja :
    - Classement général
    - 1re étape

  - 2e de la Clásica a los Puertos
  - 3e du Campeonato Vasco-Navarro de Montaña
- 1964
  - Prologue du Tour du Levant (contre-la-montre par équipes)
  - 5e étape de la Semaine catalane
  - Gran Premio de la Bicicleta Eibarresa :
    - Classement général
    - 5e étape

  - 3e étape du Tour de La Rioja
  - 3eb étape du Tour de France (contre-la-montre par équipes)
  - 2e du Tour de La Rioja
  - 3e de Barcelone-Andorre
  - 3e du GP Pascuas
- 1965
  - GP Pascuas
  - 4eb étape du Tour d'Espagne
  - 2e étape du Tour de La Rioja
  - 2e de la Prueba Villafranca de Ordizia
  - 2e du Tour de Catalogne
  - 3e du Tour de La Rioja
  - 5e du Tour d'Espagne
- 1966
  - Campeonato Vasco-Navarro de Montaña
  - 5e étape du Tour d'Espagne
  - 5e étape du Critérium du Dauphiné libéré
  - Trois Jours de Leganés
  - 2e du Critérium du Dauphiné libéré
  - 2e du Circuit de Getxo
  - 2e du championnat d'Espagne sur route
  - 2e du championnat d'Espagne de la montagne
  - 3e du Tour d'Espagne
- 1967
  - Classement général du Gran Premio de la Bicicleta Eibarresa
  - 2e du GP Pascuas
  - 2e du championnat d'Espagne sur route
- 1968
  - Trois Jours de Leganés
  - 3e du Trofeo Elola
  - 8e du Tour d'Espagne
- 1969
  - Grand Prix de Valence
  - 2e du GP Pascuas
  - 9e du Tour d'Espagne
- 1970
  - Klasika Primavera
  - Tour de La Rioja :
    - Classement général
    - 1re étape

  - 3eb étape du Tour du Pays basque (contre-la-montre)
  - 3e du GP Muñecas Famosa
  - 3e du Trophée Luis Puig
  - 3e du GP Navarra
  - 3e du GP Llodio

## Résultats sur les grands tours

### Tour de France
4 participations 
- 1964 : abandon (7e étape), vainqueur de la 3eb étape (contre-la-montre par équipes)
- 1965 : 53e
- 1966 : 25e
- 1968 : 29e

### Tour d'Espagne
8 participations
- 1963 : 25e
- 1964 : 18e
- 1965 : 5e, vainqueur de la 4eb étape
- 1966 : 3e, vainqueur de la 5e étape
- 1967 : 16e
- 1968 : 8e, vainqueur du classement des metas volantes
- 1969 : 9e
- 1970 : 24e

### Tour d'Italie
- 1967 : 17e